# Neosema
Neosema là một chi bướm đêm thuộc họ Noctuidae.